# Idromele

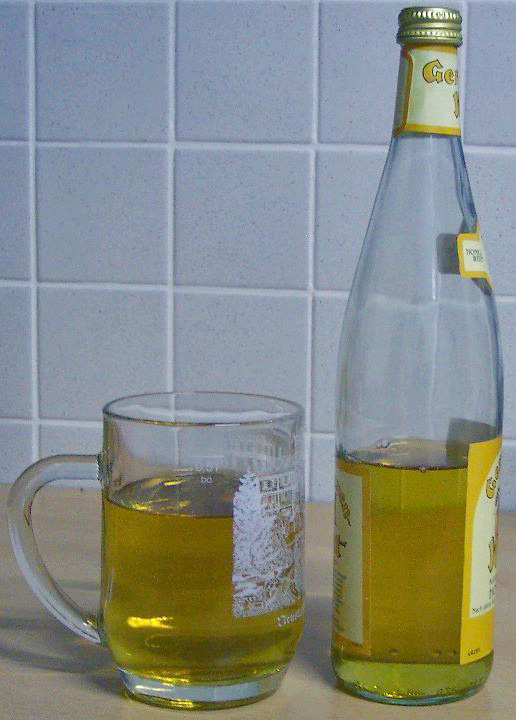
Idromele

L'idromele  (/idroˈmɛle/ dal greco ὕδωρ, hýdor "acqua" e μέλι, méli "miele") è una bevanda alcolica prodotta dalla fermentazione del miele.
È forse il fermentato più antico del mondo, ancor più della birra, in quanto non era necessaria la coltivazione per poterlo produrre e nell'antichità era noto come "la bevanda degli dèi".

## Storia

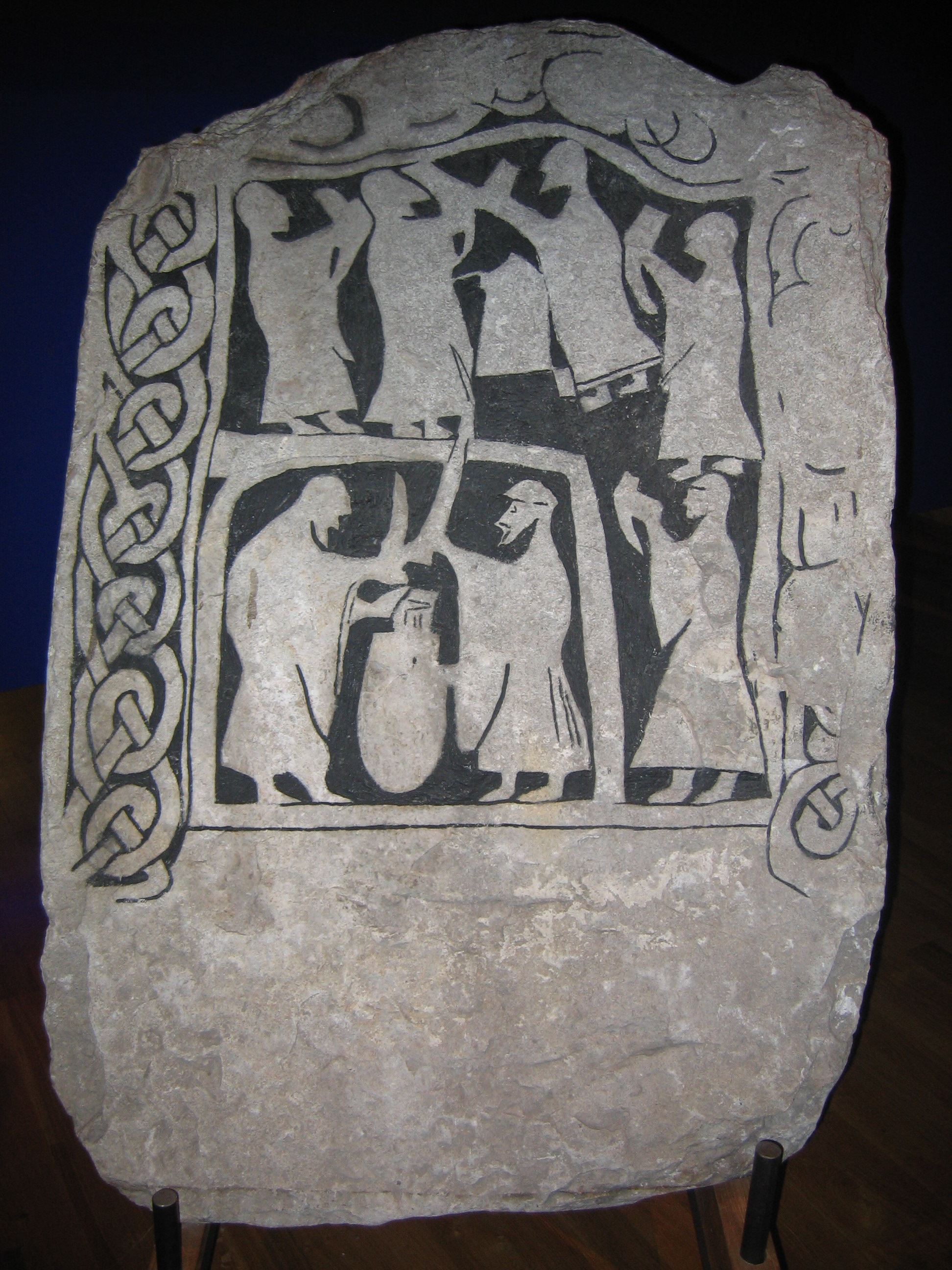
Una scena di bevuta durante una symbel vichinga, su una stele incisa a Gotland.

Conosciamo un idromele dell'antico Egitto, quello dell'antica Grecia, uno dell'Inghilterra celtica, l'idromele della Scandinavia vichinga, quello degli antichi slavi e probabilmente ne esistono e ne sono esistiti molti prodotti anche in altri luoghi.
I Taulanti e gli Abri sapevano preparare l'idromele (Wilkes, 1992, p. 98).
L'idromele aveva una grande importanza nella cultura norrena (scandinava) precristiana, dove prende il nome di mjöðr (o met) e proviene dalla capra Heidhrun; nella letteratura e nella mitologia viene rappresentata come la bevanda dei re, la preferita del dio Odino e di altre creature sovrumane, in particolare degli dei degli uomini (Aesir) e degli eroi che abitano Ásgarðr (Einherjar). La tradizione vuole che due nani uccidano il vate Kvasir e dal suo sangue ricavino l'idromele, capace di dare sapienza e poesia. Evidenze archeologiche riguardo all'importanza che l'idromele rivestiva nelle società nordiche e più specificamente nel popolo vichingo risiedono nella scoperta di sale dove anticamente si festeggiava e si banchettava per festeggiamenti religiosi o successi bellici. Strutture come questa erano dette sale dell'idromele.
Era tradizione, in molte parti d'Europa, che alle coppie appena sposate fosse regalato idromele sufficiente per la durata di un mese lunare. Tale dono veniva fatto come incentivo alla procreazione dato che si era perfettamente a conoscenza del fatto che la bevanda fosse alcolica e, in quanto tale, erano note le sue caratteristiche di tonico/energetico. In questo modo quindi la giovane coppia avrebbe avuto "energia" sufficiente per affrontare i loro primi rapporti sessuali. Ai tempi della nascita di questa bevanda (considerando che ne è stata provata la presenza nell'antico Egitto si parla di almeno 2000 anni prima di Cristo) lo scandire del tempo non era regolato dai mesi del calendario gregoriano ma dalle fasi lunari. Un mese lunare corrisponde ad un periodo di tempo di quasi un mese del calendario gregoriano. La locuzione "luna di miele", deriva proprio dal fatto che per la durata di una luna la coppia si godrà il consumo di questa bevanda.

## Ricetta tradizionale
La ricetta di base richiede semplicemente miele, acqua e lievito, ma vi sono innumerevoli varianti, ciascuna con il proprio nome: braggot (miele e malto), melomel (miele e frutta), metheglin (miele e spezie).

## Preparazione moderna
L'idromele oggi si prepara in modo razionale e seguendo metodi precisi, adottati in parte dalle tecniche di vinificazione in bianco, in quanto, essendo una bevanda alcolica la cui gradazione varia da 8 a 17% V/V, condivide alcuni dei suoi parametri tecnologici con il vino; ciò che invece non potrà evidentemente accomunarlo al vino è la sua matrice di partenza, cioè il miele. Il miele ha delle caratteristiche chimiche che lo rendono, una volta disciolto in acqua, un mosto vero e proprio, carico di zuccheri fermentescibili e di elementi essenziali per la riproduzione dei lieviti, come gli amminoacidi e le sostanze azotate derivanti dalle cellule polliniche (polline) presenti nel miele.
Inoltre, nel miele sono già presenti popolazioni di lieviti indigeni, detti lieviti osmofili, che derivano direttamente dall'ambiente in cui le api hanno raccolto il nettare sulle piante e che, nei favi dell'alveare, accrescono il loro numero, resistendo all'altissima pressione osmotica extracellulare che comunque non gli permette di alterare il miele sotto una certa soglia di umidità che determina una correlata densità e pressione osmotica nel miele; Una volta che si prepara il mosto di miele, aggiungendo acqua, i lieviti e gli altri microrganismi si trovano in un ambiente ideale per vivere e, nel caso specifico dei lieviti, si assiste ad una fase di respirazione e ad una fase anaerobica di fermentazione, dove essi consumano il glucosio e lo convertono in alcol ed anidride carbonica, producendo calore.
I lieviti osmofili appartengono alla vasta famiglia dei saccaromiceti, ma si cerca comunque, in fase di produzione, di assicurare una buona conduzione di fermentazione a carico solo di ceppi di lievito selezionati, di solito dei lieviti secchi attivi (LSA) Saccharomyces cerevisiae o Saccharomyces bayanus.
La propoli, presente nel miele, ha un'azione antisettica, infatti la fermentazione dell'idromele a temperatura di circa 20 °C si protrae per un tempo più lungo rispetto al vino, proprio per la presenza delle sostanze della propoli che vanno ad ostacolare la normale moltiplicazione cellulare dei lieviti. Il pH della miscela acqua-miele si attesta intorno al 5,2 e dipende fortemente dal tipo di miele usato e dall'acqua; tale valore è piuttosto elevato per una buona fermentazione, ma non la rende comunque impossibile. Per questo motivo, occorre riportare il pH verso valori più bassi con un'acidificazione (il valore ottimale è circa 3,4).
Si può acidificare usando acidi alimentari naturalmente presenti nella frutta ossia: acido citrico e acido tartarico. Questa operazione permette di stabilizzare il mosto di miele, rendendolo un mezzo adatto alla crescita solo delle forme di vita microbica utili alla buona qualità del prodotto finale. L'acqua è veramente importante, in quanto solvente e mezzo di dispersione delle sostanze indispensabili del miele, per questo è sopra ogni interesse che sia priva di impurità, limpida, che non presenti sapori o odori estranei ed è altresì opportuno che presenti caratteristiche chimico/fisiche e microbiologiche nella norma. Le acque che si prestano in misura maggiore sono quelle oligominerali, con residuo fisso inferiore ai 500 mg/l e, per tali motivi, si sconsiglia l'uso dell'acqua domestica.
La solfitazione è una delle tecniche in fase di sperimentazione ed, in alcuni casi, si rivela necessaria nella fase di ammostamento, per abbassare la carica microbica all'interno del mosto di miele, prima di aggiungervi i lieviti selezionati e condurre così la fermentazione in modo più sicuro. In campo enologico essa è necessaria, mentre per preparare l'idromele potrebbe non esserlo, data l'azione della propoli. Chiaramente, il discorso vale solo se si parla di miele non filtrato, e che non abbia subito trattamenti termici o altre lavorazioni industriali.
Dopo la solfitazione, solo se occorre, è possibile filtrare il mosto prima di avviarlo alla fermentazione oppure chiarificarlo con diverse tecniche, come l'aggiunta di bentonite, un'argilla naturale che, usata nel modo corretto, non influenza in alcun modo le caratteristiche organolettiche del prodotto; essa è quasi sempre preferibile alla filtrazione.
Ottenuto il mosto pulito, si procede con l'inoculazione dei lieviti d'innesco per la fermentazione, seguita dall'aggiunta di un minimo di sali azotati.
La temperatura è molto importante, come nella vinificazione in bianco, poiché controllando quest'ultima si riusciranno a conservare molte delle sostanze aromatiche (terpeni, amminoacidi aromatici ed esteri) che determinano gli aromi varietali dei singoli tipi di miele. Facendo fermentare l'idromele, in genere ad una temperatura di poco inferiore ai 18 °C, i composti primari subiranno trasformazioni stereochimiche, conferendo all'idromele finito gli aromi secondari, diversi a seconda del miele, dell'acqua e dei lieviti utilizzati. Lo stato della fermentazione si determina utilizzando un idrometro e la quantità di zuccheri iniziali si misura utilizzando un rifrattometro o un mostimetro babo.
Il segnale che la fermentazione sta terminando, è la riduzione dell'emissione di bolle di anidride carbonica dalla massa fermentante, visibili tramite tappo gorgogliatore. Al fine di calcolare la quantità necessaria di miele per realizzare determinati gradi in alcol, si rivela fondamentale conoscere una semplice formula:
miele [kg] = Ga × 24,5 × Qs × l / 10000 dove:
Ga = gradazione alcolica desiderata
24,5 = numero fisso per il miele
Qs = quantità di zucchero residuo
l = volume del liquido, espresso in litri
La quantità di zucchero residuo Qs determinerà l'intensità della sensazione dolce nell'idromele finito.
| Tipo di idromele | Qs g/l |
| ---------------- | ------ |
| Molto secco      | 3-6    |
| Secco            | 7-10   |
| Demi-Sec         | 10-20  |
| Dolce            | 20-40  |
| Liquoroso        | > 40   |

Chiaramente, occorre più miele per le categorie dolce e liquoroso, che inevitabilmente avranno un contenuto in alcol nettamente superiore a un normale idromele secco; con colture di lievito fortemente alcol-tolleranti si possono raggiungere anche i 18% V/V.
L'idromele, una volta finita la fermentazione, ha bisogno di tempo (determinato per esperienza e variabile a seconda del miele utilizzato) prima di essere imbottigliato e avviato al consumo fresco o all'invecchiamento, in ambienti freschi, al riparo dalla luce del sole e con un'umidità elevata. In questa fase, emergono gli aromi terziari, che contribuiscono al bouquet.

## Citazioni
- Il cantautore romano Andrea Ra omaggia la bevanda nella canzone Idromele contenuta nell'album Scaccomatto del 2002.
- Nel romanzo di Fred Vargas, Sulla pietra (2024), ambientato in Bretagna, i protagonisti consumano spesso idromele.
- Nel videogioco The Elder Scrolls V: Skyrim è un oggetto consumabile ed è spesso citato da vari personaggi e soprattutto nelle locande.